# إيدا سيمونز
إيدا سيمونز (بالإنجليزية: Ida Simons) (11 مارس 1911، أنتويرب في بلجيكا - 27 يونيو 1960، لاهاي في هولندا)؛ عازفة بيانو، كاتِبة وشاعرة بلجيكية.